# Johan August Udden
Johan August Udden (ursprungligen Uddén), född 19 mars 1859 i Lekåsa socken, Skaraborgs län, död 5 januari 1932, var en svensk-amerikansk geolog.
Uddén utvandrade med sina föräldrar 1861 till Minnesota i USA. Han blev 1881 student vid Augustana College och innehade 1888–1911 Oscar II:s professur i geologi och naturalhistoria vid nämnda läroverk. Han anställdes 1911 som geolog vid University of Texas byrå för ekonomisk geologi och teknologi och blev 1915 direktör för densamma. Som geolog utförde han ett stort antal fältundersökningar, dels för US Geological Surveys, dels för delstaterna Illinois, Iowas och Texas räkning.